# 土佐春花賞
土佐春花賞（とさしゅんかしょう）は、高知県競馬組合が高知競馬場で施行する地方競馬の重賞競走である。正式名称は「楽天銀行株式会社協賛　土佐春花賞」。楽天銀行が優勝杯を提供している。

## 概要
高知競馬における明け3歳最初の重賞競走。1着馬に高知優駿への優先出走権が付与される。

### 条件・賞金等（2023年）
出走条件
サラブレッド系3歳、高知所属。
負担重量
定量で、56kg、牝馬2kg減。
賞金額
1着800万円、2着280万円、3着160万円、4着120万円、5着80万円、6着以下40万円。

## 歴代優勝馬
| 回数   | 施行日        | 距離  | 優勝馬             | 性齢 | 所属 | タイム | 優勝騎手   | 管理調教師 | 馬主       |
| ------ | ------------- | ----- | ------------------ | ---- | ---- | ------ | ---------- | ---------- | ---------- |
| 第1回  | 2013年3月31日 | 1300m | ニシノファスリエフ | 牡3  | 高知 | 1:24.9 | 中西達也   | 炭田健二   | 西森鶴     |
| 第2回  | 2014年3月29日 | 1300m | ニシノマリーナ     | 牝3  | 高知 | 1:25.4 | 上田将司   | 田中譲二   | 西森鶴     |
| 第3回  | 2015年3月22日 | 1300m | リワードヘヴン     | 牡3  | 高知 | 1:24.3 | 永森大智   | 雑賀正光   | 宮崎忠比古 |
| 第4回  | 2016年3月21日 | 1300m | キモンクラブ       | 騸3  | 高知 | 1:24.2 | 赤岡修次   | 田中守     | 小林祥晃   |
| 第5回  | 2017年3月20日 | 1300m | パッパカ           | 牝3  | 高知 | 1:25.6 | 西川敏弘   | 炭田健二   | 西森鶴     |
| 第6回  | 2018年3月25日 | 1300m | スターアイリス     | 牝3  | 高知 | 1:25.8 | 木村直輝   | 胡本友晴   | 岡田龍太郎 |
| 第7回  | 2019年3月17日 | 1300m | ナンヨーオボロヅキ | 牝3  | 高知 | 1:24.4 | 永森大智   | 雑賀正光   | 堀口晴男   |
| 第8回  | 2020年3月22日 | 1300m | リワードアヴァロン | 牡3  | 高知 | 1:25.1 | 永森大智   | 雑賀正光   | 宮崎忠比古 |
| 第9回  | 2021年3月21日 | 1300m | ハルノインパクト   | 牡3  | 高知 | 1:23.4 | 西川敏弘   | 宮路洋一   | 深瀬歩     |
| 第10回 | 2022年3月21日 | 1300m | マリンスカイ       | 牡3  | 高知 | 1:23.9 | 宮川実     | 國澤輝幸   | 川添裕起   |
| 第11回 | 2023年3月19日 | 1300m | ユメノホノオ       | 牡3  | 高知 | 1:21.7 | 吉原寛人   | 田中守     | 須田靖之   |
| 第12回 | 2024年3月10日 | 1300m | シンメデージー     | 牡3  | 高知 | 1:24.8 | 吉原寛人   | 打越勇児   | 楠昌史     |
| 第13回 | 2025年3月9日  | 1300m | トサノマイヒメ     | 牝3  | 高知 | 1:24.1 | 多田羅誠也 | 工藤真司   | 嶋田亘克   |

### 各回競走結果の出典
- 土佐春花賞　歴代優勝馬（地方競馬全国協会）

## 参考資料
- 《高知競馬ニュースリリース 2008.7.19 》